# Street Fighter EX
Street Fighter EX (ストリートファイターEX) es un videojuego de lucha de jugabilidad 2D con gráficos en 3D, lanzado para máquinas arcade en 1996. Fue una producción conjunta entre las empresas Capcom y Arika, aunque sólo esta última se encargó de la programación. Fue el primer videojuego de la serie Street Fighter con gráficos poligonales.
Tuvo una actualización en 1997 denominada Street Fighter EX Plus y una versión exclusiva para la consola PlayStation titulada Street Fighter EX Plus Alpha, puesta a la venta el mismo año.

## Sistema de juego
El sistema de lucha de Street Fighter EX utiliza sistemas de lucha de Street Fighter II y de la serie Street Fighter Alpha. Se juega como un juego de lucha 2D, pero en determinados movimientos se pueden ver zums y cambios de cámara gracias a los gráficos en 3D. El juego utiliza movimientos especiales y Super Combos similares a los juegos anteriores de la serie. Al igual que en Street Fighter Alpha y Darkstalkers, el medidor de Super Combos, que sirve para hacer esos movimientos y otros, se divide en tres niveles. El juego introduce varias características nuevas para mejorar las opciones de combate del jugador.
Aparte de lanzar al oponente o mermar su vida mediante el uso de movimientos especiales, otra manera de luchar contra el bloqueo rival es el llamado "Guard Break". Es un movimiento que, si se conecta con el oponente mientras éste se cubre, rompe su defensa y provoca que el oponente quede aturdido brevemente. El "Guard Break" se puede utilizar en cualquier momento con un nivel del indicador Super Combo.
Un movimiento especial se puede hacer después de un movimiento normal u otro movimiento especial, esto se llama "Cancel". En el momento de hacer un Super Combo, otro Super Combo se puede realizar. Esto se llama "Super Cancel" y se puede hacer con todos los Super Combos.

## Personajes
Entre las tres versiones, Street Fighter EX posee 18 personajes diferentes (Nota: los personajes marcados con asterisco (*) son creados por Arika):

### Personajes iniciales
- Ryu
- Ken Masters
- Chun-Li
- Zangief
- Guile
- Hokuto (*)
- D. Dark (*)
- Pullum Purna(*)
- C. Jack (*)
- Skullomania (*)
- Sakura Kasugano
- Dhalsim

### Personajes ocultos
- Blair Dame (*)
- Garuda (*)
- Kairi (*)
- Darun (*)
- Evil Ryu
- Bloody Hokuto (*)
- Cycloid Gamma (*)
- Cycloid Beta (*)

### Jefes
- Akuma
- M. Bison

## Versiones

### Street Fighter EX Plus
Pocos meses después de la versión original de Street Fighter EX, se distribuyó en los salones recreativos una versión mejorada titulada Street Fighter EX Plus en marzo de 1997. En esta versión, todos los personajes ocultos que se iban desbloqueando con el tiempo están disponibles desde el principio. Esta versión también añade cuatro nuevos personajes ocultos: Evil Ryu de Street Fighter Alpha 2, una versión alternativa de Hokuto llamada "Bloody Hokuto" y dos cyborgs llamados Cycloid Gamma y Cycloid Beta.

### Street Fighter EX Plus Alpha
La versión de PlayStation, titulada Street Fighter EX Plus Alpha y escrito como Street Fighter EX plus α fue lanzada el 17 de julio de 1997. Todos los personajes de la versión arcade de la versión EX Plus fueron incluidos, junto con dos personajes exclusivos para esta versión: Dhalsim de Street Fighter II y Sakura de Street Fighter Alpha 2. Además, fue incluida una fase de bonus oculta, donde el jugador debe destruir barriles, un minijuego extraído de Street Fighter II.
La versión de PlayStation también incluye varios modos de juego, además del modo "Arcade" estándar: modo "Versus" para dos jugadores, modo "Team Battle" para disputar batallas en equipos para uno o más jugadores, modo "Survival", modo "Practice", modo "Time Attack" y un modo denominado "Watch" para visionar combates CPU contra CPU. La banda sonora fue mejorada y cada personaje dispone de un video FMV al concluir el modo "Arcade" (en las versiones de recreativa, los finales solo eran textos).

## Continuaciones
Un segundo videojuego titulado Street Fighter EX2 fue lanzado para recreativas. También tuvo una versión mejorada, Street Fighter EX2 Plus que fue convertido también para PlayStation. Una tercera entrega, Street Fighter EX3 se lanzó exclusivamente para la consola PlayStation 2, que permitía combates por parejas.

### Recepción Crítica
El juego recibió críticas muy positivas. GameSpot le dio el juego 8.3 / 10, y declaró "En los departamentos de video y audio, Street Fighter EX Plus Alpha es bastante sólido. Sus viejos personajes se parecen mucho a sus predecesores de 2D", y eso "tomado como un todo, Street Fighter EX Plus Alpha es un juego divertido con una gran jugabilidad, una estética mejor que el promedio y una gran cantidad de personajes". Se resumen como "un juego 3D Street Fighter digno de su herencia"
La revista oficial del Reino Unido PlayStation dijo que "el juego es tan reconocible como el Taj Mahal", y que fue "lo más divertido que hemos tenido con Streetfighting desde Turbo", calificando la vida útil como 10/10. Llegaron a la conclusión de que "esto es como una segunda luna de miel. El verdadero maestro de los juegos de artes marciales no tiene rival".
Electric Playground anotó el juego 9.5 / 10, con PSX Nation dando el juego 90%, Video Gamers First premiando 8.9/10, y Absolute PlayStation con 88%.
La revista Edge elogió la "multitud de extras solo para consola" y le dio al juego un 80%, mientras que GamePro le dio el 90% y lo proclamó como un "favorito de la noche mundial de la pelea". IGN le dio el juego al 83%, afirmando que "este es uno de los mejores Street Fighters que he jugado, y creo que es un buen cambio. Todavía es un luchador 2D, pero se ve mucho mejor"
GameRankings listó el juego como el décimo mejor juego de PlayStation de 1997, mientras que la revista oficial PSM dijo que era el noveno mejor juego de todos los tiempos.
Los personajes Skullomania y Jack fueron presentados en la lista de UGO de los Top 50 Street Fighter Characters, mientras que V. Rosso apareció en su lista de los 25 italianos más memorables en videojuegos. En el mismo año, el campeón de Tekken 5 , Ryan Hart, enumeró a Hokuto, Darun, Allen y Kairi en sus mejores 20 personajes de Street Fighter.

### Comercial
El juego vendió más de 400,000 copias en todo el mundo después de su primer año en venta.